# San Gaetano (Firenze)
A San Gaetano  vagy más néven Santi Michele e Gaetano templom Firenze történelmi központjában.

## Története
A templomot a 11. században alapították Szent Mihály, a longobárdok védőszentjének tiszteletére. Első írásos említése 1055-ből származik, amikor is a nonantolai (Modena mellett) apátság tulajdona volt. Később átkerült az olivetánus szerzetesek birtokába. Ezt az egyhajós, román stílusban épült templomot 1640-ben átépítés céljából lerombolták. 1592-ben a teatinusok birtokába jutott, akik alapítójukról Thienei Szent Kajetánról nevezték el, akit X. Kelemen pápa 1671-ben avatott szentté. A templom teljes újjáépítése késő reneszánsz stílusban 1701-ben fejeződött be, az egykori templomból csak az Antinori-kápolna egyes részei maradtak meg. A teatinusokat 1785-ben üldözték el. Homlokzatát és a templombelsőt később barokkosították.